# Parents (magazine)
Parents est un magazine mensuel à grand tirage publié par Meredith Corporation. Américain, il dispose d'informations scientifiques sur le développement des enfants afin d'aider les parents les élever. Sa première publication date d'octobre 1926 et s'était déjà tiré à 100 000 exemplaires.